# Xã Monmouth, Quận Jackson, Iowa
Xã Monmouth (tiếng Anh: Monmouth Township) là một xã thuộc quận Jackson, tiểu bang Iowa, Hoa Kỳ. Năm 2010, dân số của xã này là 576 người.